# 岡本眞一郎
岡本 眞一郎（おかもと しんいちろう）は日本将棋連盟公認普及指導員、詰将棋作家。著作に不成作品百番他全125題の詰将棋集『競馬式』（こまくらべしき 全日本詰将棋連盟 2004年出版）がある。